# La5
La5 è un canale televisivo italiano edito da Mediaset. Si propone come canale tematico con target femminile. L'attuale direttore è Marco Costa. La speaker ufficiale del canale è la doppiatrice Marcella Silvestri.

## Storia
La5 inizia le trasmissioni il 12 maggio 2010, in seguito a una promozione avvenuta sulle principali reti Mediaset, che vedeva come testimonial volti noti come Alessia Marcuzzi, Geppi Cucciari, Silvia Toffanin e Marco Carta, particolarmente amati dal pubblico di riferimento dell'emittente, le donne. Il programma che apre il palinsesto alle 21:10 è Le nuove mostre, spin-off di Striscia la notizia condotto dalle veline Federica Nargi e Costanza Caracciolo.
Il palinsesto del canale è formato in larga parte dalla riproposizione di alcuni programmi di Canale 5 in differita, e da trasmissioni a tema femminile. Il resto del palinsesto è composto prevalentemente da serie televisive nonché da alcune repliche di storici programmi dell'allora Fininvest/Mediaset. Il canale trasmette anche vari d'oltreoceano, come Extreme Makeover: Home Edition. Tra le produzioni originali, Cambio casa, cambio vita!, show sull'interior design condotto da Andrea Castrignano.
Nel 2012 vengono avviate nuove produzioni come Che trucco! (con Tamara Donà) e GiroGiroBimbo (con Ellen Hidding); nello stesso anno Emanuela Folliero diventa uno dei volti del canale, conducendo programmi come Hollyfood - L'appetito vien guardando.
Dal 29 aprile al 16 maggio 2020, in occasione del suo 10º anniversario, La5 ha trasmesso vari promo che pubblicizzavano l'evento anche sulle reti Mediaset, un logo speciale e un'apposita programmazione con Come tu mi vuoi, i film di Bridget Jones, la nuova stagione di 9 mesi e altre produzioni. Nel 2020 chiude, dopo nove anni di trasmissione, Cambio casa, cambio vita!

## Diffusione
La5 è visibile in HD sul digitale terrestre nel multiplex Mediaset 1, sulle LCN 30 e 530, sul satellite sull'LCN 12 di Tivùsat e 159 di Sky, in streaming in HD su TIMvision e su Mediaset Infinity.
Dal 2 gennaio 2019 diventa disponibile anche all'interno della piattaforma Sky Italia.
Il 28 dicembre 2020 la versione satellitare del canale passa in modalità DVB-S2, diventando ricevibile dai soli dispositivi abilitati all'alta definizione. 
Il 17 gennaio 2022 passa alla codifica MPEG-4 e migra nel mux Mediaset 1 mentre la versione in MPEG-2 del mux Mediaset 4 diventa provvisoria.
Il 14 luglio 2022 passa all'HD la versione satellitare, seguita il 21 dicembre successivo quella sul digitale terrestre e il 17 gennaio 2023 su Mediaset Infinity.

## Palinsesto attuale

### Intrattenimento
- The Royal Saga (2019-2021, dal 2024)
- Green is the new black (dal 2024)
- Un’altra me (dal 2024)
- Battiti Live (repliche)

### Reality show
- Grande Fratello (repliche e live streaming, anche su Canale 5 e Italia 1)
- L'isola dei famosi (repliche e live streaming, anche su Canale 5 e Italia 1)
- Temptation Island (dal 2023)

### Fiction, telenovelas e soap opera
- Beautiful (dal 2010)
- Tempesta d’amore (dal 2010)
- Centovetrine (dal 2010)
- Viola come il mare (dal 2022)
- Terra Amara (dal 2022)
- Endless Love (dal 2024)
- La promessa (dal 2023)
- My Home My Destiny (dal 2023)
- Dreams and realities (dal 2024)
- The family (dal 2024)

### Film
- Inga Lindstrom (dal 2010)
- Rosamunde Pilcher (dal 2010)

### Altri programmi
- TGcom24 (informazione)

## Ascolti

### Share mensile di La5
Dati Auditel relativi al giorno medio mensile sul target individui 4+.
| Anno | Gen   | Feb   | Mar   | Apr   | Mag   | Giu   | Lug   | Ago   | Set   | Ott   | Nov   | Dic   | Media anno |
| ---- | ----- | ----- | ----- | ----- | ----- | ----- | ----- | ----- | ----- | ----- | ----- | ----- | ---------- |
| 2010 | -     | -     | -     | -     | -     | -     | -     | -     | -     | 0,60% | 0,68% | 0,90% | -          |
| 2011 | 0,95% | 0,98% | 0,93% | 0,92% | 0,91% | 0,82% | 0,82% | 0,80% | 0,70% | 0,74% | 0,64% | 0,69% | 0,83%      |
| 2012 | 0,73% | 0,73% | 0,78% | 0,77% | 0,78% | 0,90% | 0,92% | 0,97% | 0,90% | 0,88% | 0,86% | 0,84% | 0,84%      |
| 2013 | 0,86% | 0,82% | 0,83% | 0,87% | 0,79% | 0,71% | 0,81% | 0,88% | 0,75% | 0,72% | 0,73% | 0,74% | 0,79%      |
| 2014 | 0,78% | 0,84% | 0,80% | 0,76% | 0,73% | 0,78% | 0,87% | 0,88% | 0,84% | 0,75% | 0,73% | 0,72% | 0,79%      |
| 2015 | 0,74% | 0,75% | 0,82% | 0,75% | 0,75% | 0,70% | 0,72% | 0,79% | 0,70% | 0,76% | 0,78% | 0,64% | 0,74%      |
| 2016 | 0,67% | 0,66% | 0,73% | 0,72% | 0,70% | 0,59% | 0,64% | 0,67% | 0,71% | 0,65% | 0,70% | 0,64% | 0,67%      |
| 2017 | 0,63% | 0,81% | 0,99% | 0,74% | 0,72% | 0,70% | 0,78% | 0,85% | 0,84% | 0,75% | 0,81% | 0,70% | 0,78%      |
| 2018 | 0,81% | 0,96% | 0,96% | 0,86% | 0,73% | 0,64% | 0,77% | 0,81% | 0,84% | 0,78% | 0,70% | 0,70% | 0,80%      |
| 2019 | 0,79% | 0,88% | 0,94% | 0,71% | 0,76% | 0,72% | 0,79% | 0,80% | 0,86% | 0,94% | 0,98% | 1,10% | 0,86%      |
| 2020 | 0,92% | 0,73% | 0,62% | 0,72% | 0,90% | 0,83% | 1,05% | 0,84% | 0,95% | 0,86% | 0,86% | 0,86% | 0,84%      |
| 2021 | 0,83% | 0,82% | 0,88% | 0,86% | 0,94% | 0,84% | 0,92% | 0,85% | 0,86% | 0,87% | 0,88% | 0,81% | 0,86%      |
| 2022 | 0,80% | 0,80% | 0,87% | 0,95% | 1,19% | 0,90% | 0,84% | 0,99% | 0,96% | 1,07% | 1,12% | 1,14% | 0,96%      |
| 2023 | 1,04% | 1,05% | 1,21% | 1,27% | 1,19% | 1,44% | 1,39% | 1,16% | 1,33% | 1,24% | 1,20% | 1,24% | 1,22%      |
| 2024 | 1,15% | 1,12% | 1,12% | 1,20% | 1,12% | 1,08% | 1,19% | 1,03% | 1,07% | 1,15% | 1,00% | 0,97% | 1,10%      |
| 2025 | 0,95% | 0,89% | 1,00% | 1,02% | 1,02% | 0,94% |       |       |       |       |       |       |            |